# Hechos 10

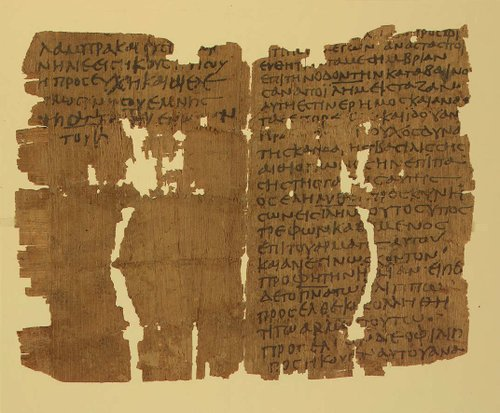
Hechos 10:26-31 en Papiro 50, escrito en el siglo III.

Hechos 10 es el décimo capítulo de los Hechos de los Apóstoles del Nuevo Testamento de la Biblia cristiana. El autor del libro que contiene este capítulo es anónimo, pero la tradición cristiana primitiva afirmó uniformemente que Lucas compuso este libro, así como el Evangelio de Lucas. Este capítulo registra la visión de Pedro de una sábana con animales y su encuentro con Cornelio en Caesarea.

## Texto
El texto original fue escrito en griego koiné. Este capítulo está dividido en 48 Versículos.

### Testigos textuales
Algunos manuscritos tempranos que contienen el texto de este capítulo son:
Ÿ En griego
- Papiro 50 (siglo III; existen los Versículos 26-31)
- Papiro 53 (siglo III; existe el Versículo 1)
- Códice Vaticano (325-350)
- Códice Sinaítico (330-360)
- Codex Bezae (c. 400)
- Codex Alexandrinus (400-440)
- Codex Ephraemi Rescriptus (c. 450; existen los Versículos 1-42)
- Papiro 127 (siglo V; existen los versículos 32-35, 40-45).[3]
- Codex Laudianus (c. 550)

En latín
- Palimpsesto de León (siglo VII; completo)[4]

## Visión de Pedro (10:9-16)

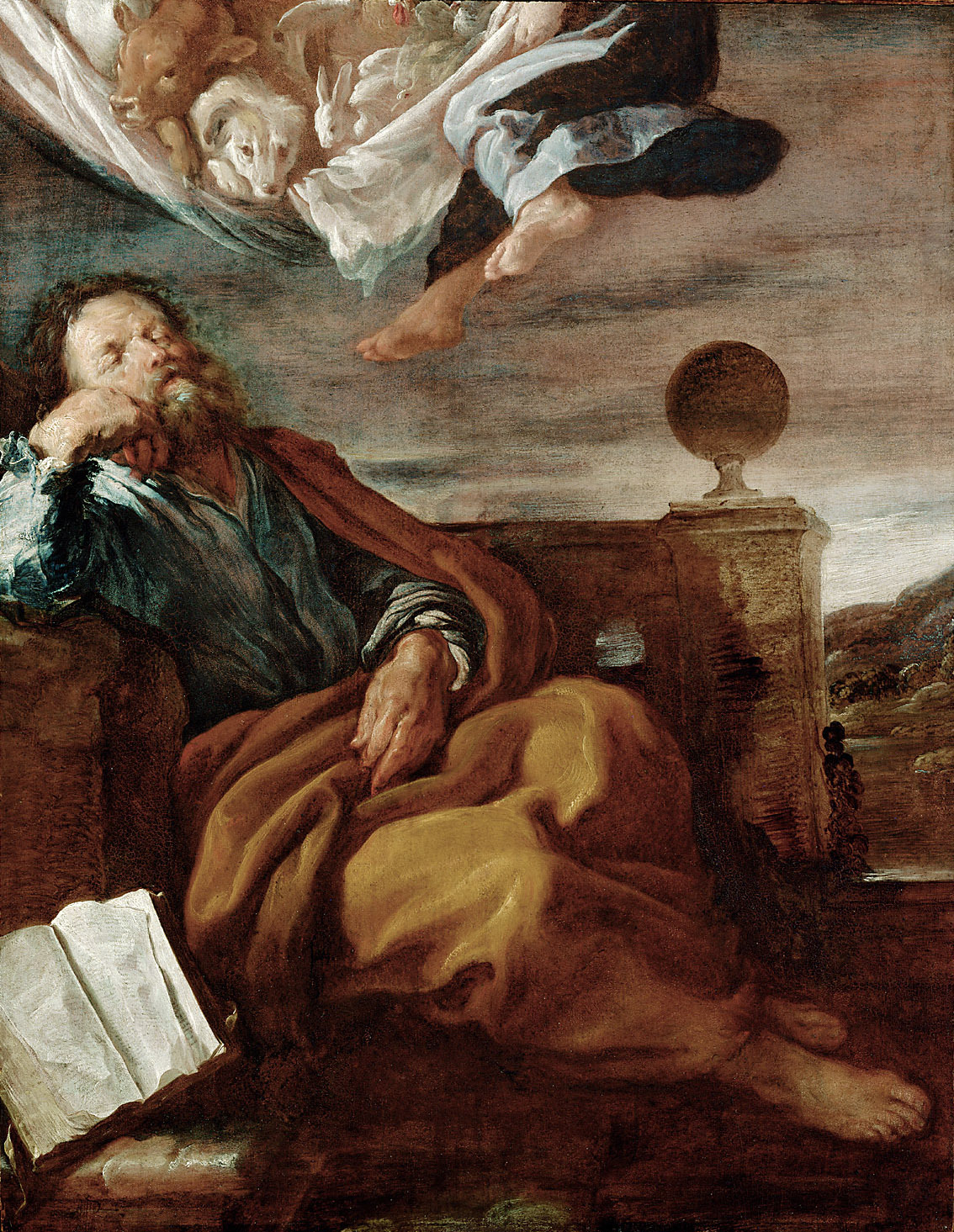
La visión de Pedro, pintada por Domenico Fetti.

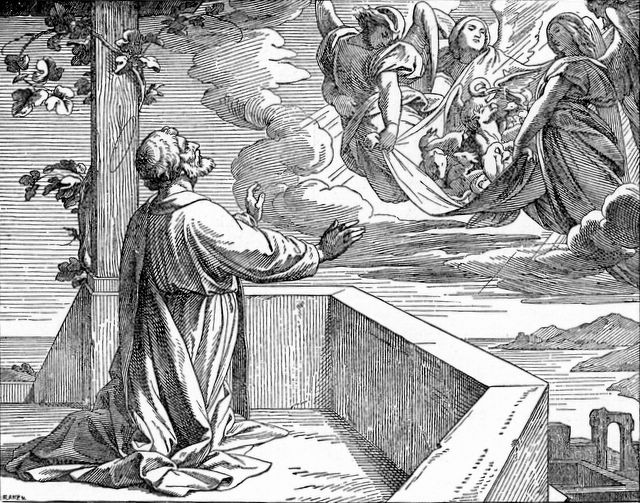
«La visión de Pedro de la sábana con animales». Ilustración de Tesoros de la Biblia, de H. D. Northrop, 1894

## Pedro se encuentra con Cornelio (10:23-33)

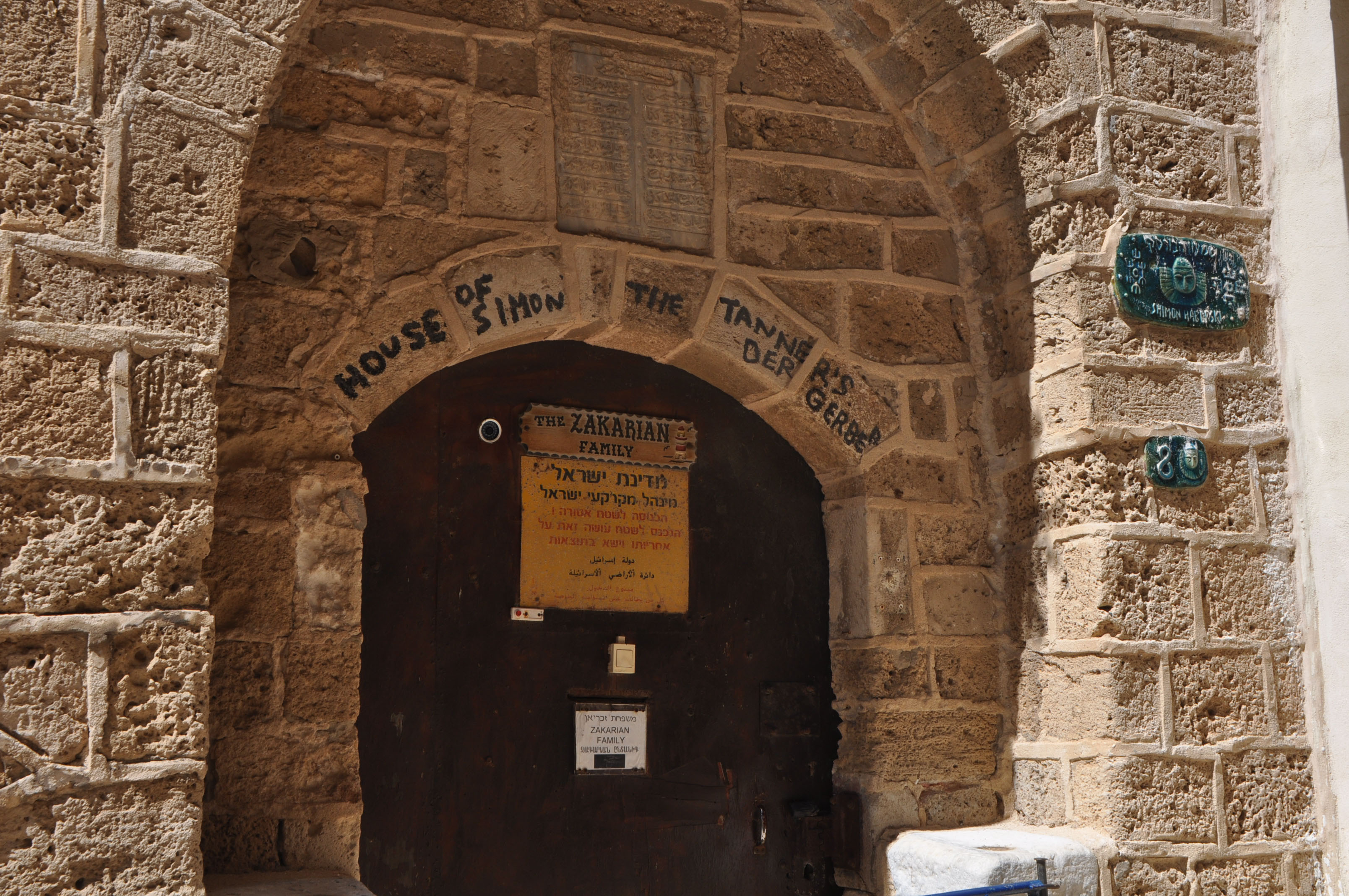
Entrada de la casa de Simón el Curtidor en Jope (Jaffa), donde se alojó Pedro (Hechos 10:32)